# Франциск Ксаверій Кульчицький
Франци́ск Ксаве́рій Кульчи́цький (пол. Franciszek Ksawery Kulczycki, 1738, Львів — 19 червня / 20 або 21 серпня 1780 Львів) — львівський архітектор доби рококо і раннього класицизму.

## Біографія
Народився в 1738 році.
Про Кульчицького, як і про більшість львівських будівничих того часу, збереглись лише фрагментарні відомості. Народився у Львові у сім'ї римо-католиків теслі Андрія та Анни Кульчицьких. Невідомо, у кого проходив навчання — міг бути учнем Бернарда Меретина або Петра Полейовського. 1764 року вступив до львівського цеху будівничих за рекомендацією Антона Косинського й Антона Дримльовського. На той час припис цеху про неприпустимість одночасного ведення понад двох будов часто не виконувався. 1765 року Кульчицький виступає відповідачем у справі про одночасне ведення будівництва колегії оо. Піарів, костелу святого Антонія та інших споруд (позов двох будівничих від імені цеху). Пробув у цеху до 1770 року, коли за власним бажанням вийшов з його складу, що є досить незвичним для того часу випадком. Разом із цеховими майстрами часто виконував технічний огляд будівель від імені магістрату. 1773 року входив до складу комісії під керівництвом Клеменса Фесінґера, що займалась уточненням плану і кошторису робіт з викінчення катедри святого Юра. Проживав на Галицькому передмісті, на вулиці Пекарській, у будиноку із конскрипційним номером 444—4/4 (пізніше орієнтаційний номер 11, проіснував до середини XIX ст.).
Був одружений з Оленою Ободзинською. На момент смерті мав трьох малолітніх дітей (наймолодша Гонората народилася 11 січня 1779). 21 вересня 1780 року комісія делегатів від магістрату призначила опікунами його дітей годинникарів Антона Маркварта і Яна Соколовського. Після смерті чоловіка Ободзинська восени 1781 року одружилася з Миколоб Литвиновичем, майбутнім членом і старшиною Ставропігійського братства. Він за 7040 зл. п. купив виставлений 12 листопада 1782 року на публічну ліцитацію «двір» Кульчицького (к. н. 444—4/4).
Помер, за одними даними, 20 або 21 серпня (за іншими 19 червня) 1780 року у власному помешканні у Львові. Ще при житті, архітектор, згодом — його вдова — виступали відповідачами у справах щодо сплати грошових сум, пов'язаних із діяльністю Кульчицького. Серед позивачів, зокрема, маляр Томас Гертнер 1783 року, скульптор Франциск Оленський 7 квітня 1786 року. Був похований у кармелітському костелі св. Архангела Михаїла у Львові, у книзі поховань записаний римо-католиком.

## Відомі роботи архітектора
У Львові
- Ще будучи цеховим майстром, з квітня 1765 року працював при спорудженні колегії Піарів (нині обласна лікарня на вулиці Чернігівській, 7) щонайменше до 1774 року із двома помічниками — Флоріаном Лясецьким і Валентином Слободзінським. Відомо, що Кульчицький усунув від каменярських робіт майстра Юрія Шайнубера, через що у 1767 році виступає відповідачем у справі про ведення каменярських робіт, котрі будівничим вести заборонялось (позов Юрія Шайнубера і Андрія Осовського). Спорудження колегії розпочате за три роки перед тим. Щодо авторства проєкту існують лише припущення про Франческо Плациді, або Паоло Фонтана.
- 1765 року (за іншими даними, початок робіт у 1767 році[7]) будував кам'яницю для коменданта львівського гарнізону Феліц'яна Коритовського на площі Ринок, 29, реалізовуючи проєкт Христофора Мурадовича.
- 1766 року регент магістрату Тома Прешер уклав контракт на відбудову зруйнованої роком раніше кам'яниці Мураковської, розміщення якої відповідало нинішньому будинку на вулиці вулиці Галицькій, 17. Скоріш за все відбудову проведено не було, оскільки в акті оцінки 1782 року кам'яниця далі числиться як «рудера» (руїна)[8].
- У 1765–1768 роках збудував фронтон костелу святого Антонія у Львові. Під його керівництвом працював субпідрядником каменяр Андрій Осовський, на котрого у 1768 році, через невиконання умов контракту, Кульчицький подав до суду. Відповідно завершував каменярські роботи, найнятий Кульчицьким, Юрій Шайнубер.
- Палац підчашого брацлавського Йосифа Самуїла Павловського навпроти монастиря кармелітів взутих за проєктом Йозефа Зайделя, спільно з Антоном Косинським у 1770, 1771 роках (нині це вулиця Князя Романа, палац і монастир не збереглись).
- Кам'яниця Домініка Вільчека на площі Ринок, 32 (1771, спільно з Антоном Косинським). Позваний власником кам'яниці до суду, із звинуваченням у недотриманні умов контракту. Кам'яниця не збереглась. Нині на її місці стоїть колишній торговий дім Ціпперів (1912).
- Під керівництвом Кульчицького у 1775—1776 роках проводилась реконструкція церкви монастиря св. Онуфрія. Аркою було об'єднано церкву з каплицею, що прилягала зі сходу. Цю роботу згідно з угодою від 15 жовтня 1776 року виконав майстер Григорій Мізанський[9].
- Кам'яниця Констанції Більської на Площі Ринок, 20. Будівництво почато 1776 року Петром Полейовським, котрий того ж року помер. Продовжено Франциском Кульчицьким і завершено 1779 року. Невідомо, чи скористався Кульчицький проєктом Полейовського, можливо вносив до нього корективи, чи виготовив натомість власний[10] До оздоблення самостійно залучав окремими угодами скульпторів та художників, зокрема Франциска Оленського і Томаса Гертнера[11].
- Керував будівництвом римо-католицької духовної семінарії на вулиці Театральній, 7 (1765 і 1777 роки).
- Відомо про деякі дрібні ремонтні та інші пов'язані з будівництвом роботи. Зокрема ремонт будинку на площі Ринок, 33, будівництво каміну в кам'яниці на площі Ринок, 27, огляд будинку на площі Катедральній 2, з метою виготовлення проєкту.
- Завершення будівництва палацу річицького каштеляна Станіслава Секежинського (чи його доньки Маріанни Секежинської) на початку нинішньої вулиці Кривоноса у 1774 році.
- Займався реконструкцією інтер'єру палацу греко-католицьких митрополитів. Збереглись два недатовані проєкти його авторства. Також розробив проєкти меблів та інших предметів ужитку для палацу, виконаних скульптором Іваном Щуровським.

За межами Львова

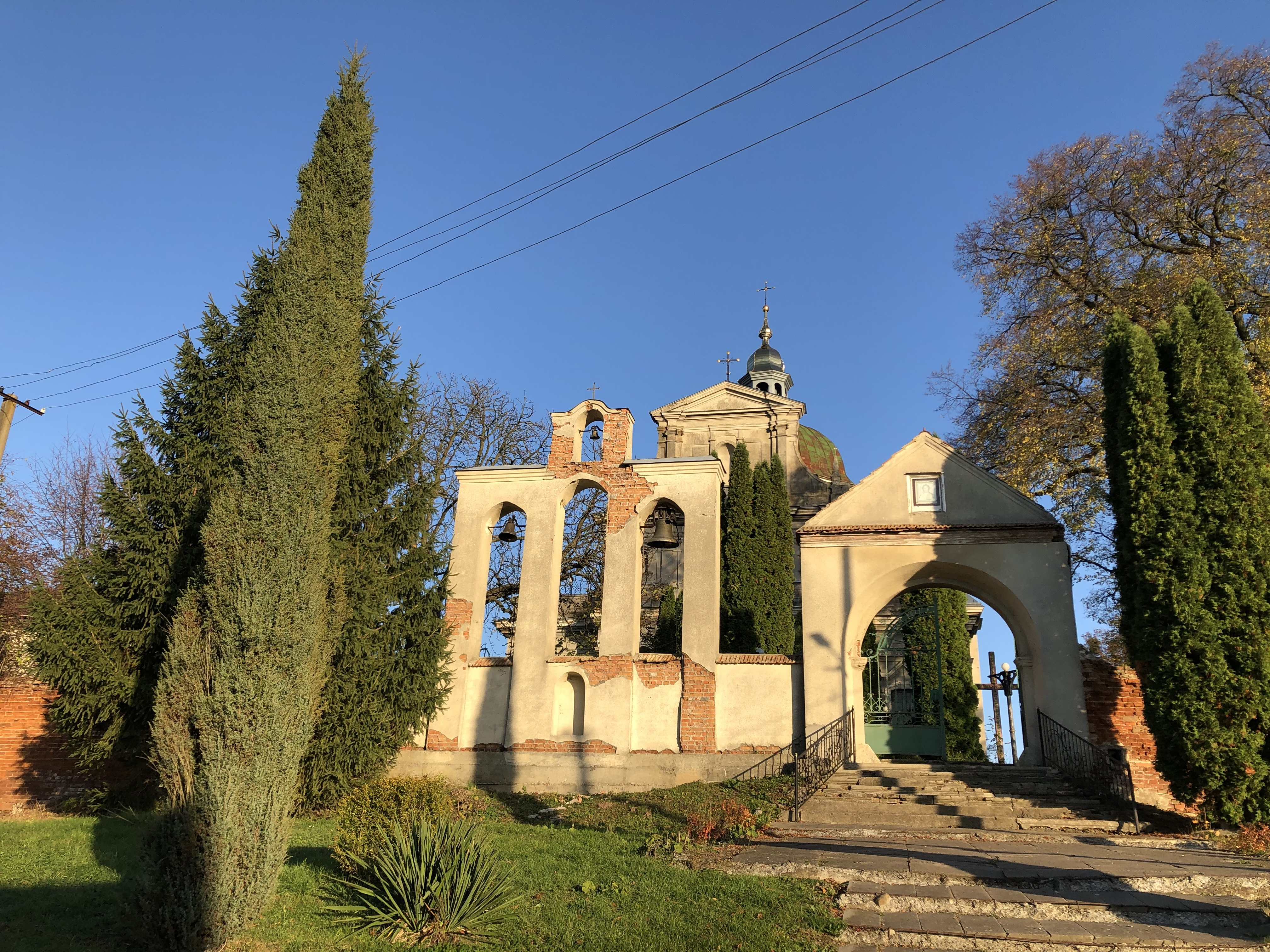
Вид на костел ЧЖХГ ПЦУ (1771—1791) с. Новий Милятин. Проєкт Франциска Кульчицького. 2020 р.

- Вид на костел ЧЖХГ ПЦУ (1771—1791) с. Новий Милятин. Проєкт Франциска Кульчицького. 2020 р.Співавтор побудови Успенського собору Почаївської лаври. Контракт між лаврою та архітектором укладено 5 квітня 1775 року. Кульчицький доповнив проєкти своїх попередників — Готфріда Гофмана і Петра Полейовського. За його проєктом добудовано презбітерій і дві каплиці собору. Пропрацював над будовою до своєї смерті 1780 року. Отримував за цю роботу більше, ніж його попередник Готфрід Гофман.[12] Наступного року продовженням будівництва займався львівський будівничий Матвій Щепановський.
- Брав участь в будівництві костелу в Новому Милятині (1777–1778, усунув певні конструктивні вади, 1778 року затримав проєкт фасаду[13]).
- Палац Маріанни Секежинської в селі Жужеляни (1776–1778, проєкт Петра Полейовського).
- Парафіяльний костел у містечку Гологори (нині село Золочівського району). Костел будувався у 1774–1790 роках, зруйнований у 1950-х.
- Костел бернардинського монастиря, Гвіздець (автор проєкту відновлення), 1773–1775 роках[14]

## Роботи, що приписуються з певною ймовірністю
- Викінчення дзвіниці костелу св. Анни в Зборові.
- 1773 року виїздив до Гвіздця для проведення огляду пошкоджених мурів монастиря. Міг займатись відновлювальними роботами при цьому монастирі, оскільки відомо про інші виїзди зі Львова із нез'ясованою метою.
- Міг викінчувати палац Констанції Більської у Великій Горожанні, спроєктований Петром Полейовським.
- Виконував не з'ясоване казенне замовлення, на що вказує посмертний опис майна і документів архітектора, коли було зафіксовано певну сумму грошей, отриману ним з казни при житті для закупівлі цегли.